# Жан Етьєн Ліотар
Жан Етьєн Ліотар (фр. Jean-Étienne Liotard; 1702, Женева, Швейцарія — 1789, Женева, Швейцарія) — швейцарський художник.
1725 року Ліотар приїхав до Парижа на навчання, де знайшов свого покровителя — Пюїзьє, який повіз його до Неаполю.
1736 року Ліотар переїхав у Рим, де написав безліч портретів пастеллю, у тому числі портрети папи Клемента ХІІ і декількох кардиналів, які принесли йому популярність.
Любитель пригод, Ліотар вирушив до Константинополя, де засвоїв місцеві звичаї, одягся турком, що в той час вважалося великою ексцентричністю, і в цьому вигляді з'явився у Відень, де імператор Франц І прийняв його дуже милостиво. Він отримав багато замовлень і виконав портрети Марії Терезії та багатьох членів імператорського дому і представників австрійської знаті. Тут же він виконав пастеллю портрет красуні Анни Бальдауф (Anna Baltauf), всесвітньо відомий під назвою «Шоколадниця»
У 1744 році Ліотар двічі зображує себе у східному наряді — один портрет був написаний для флорентійського зібрання портретів художників, інший знаходиться у дрезденській галереї. З Відня Ліотар прибув у Париж у той час, коли пастельний рід живопису користувався там особливою пошаною, а законодавицею мод була Маркіза де Помпадур. Вона побажала мати свій портрет роботи Ліотара і надала йому титул королівського живописця й члена академії, завдяки чому Ліотар стає модним світським портретистом. Його роботи широко експонувалися на паризьких виставках, щоправда поруч виставлялися й майстерні роботи Латура, які складали портретам Ліотара гідну конкуренцію.
Після чотирирічного перебування в Парижі Ліотар подався в Англію, а звідти у Голландію. Кінець свого життя він провів у Женеві. Крім безлічі портретів, з яких багато які були гравіровані, ним виконано кілька картин. Сам він вигравірував кілька офортів.

## Головні твори
- «Турецька музика».

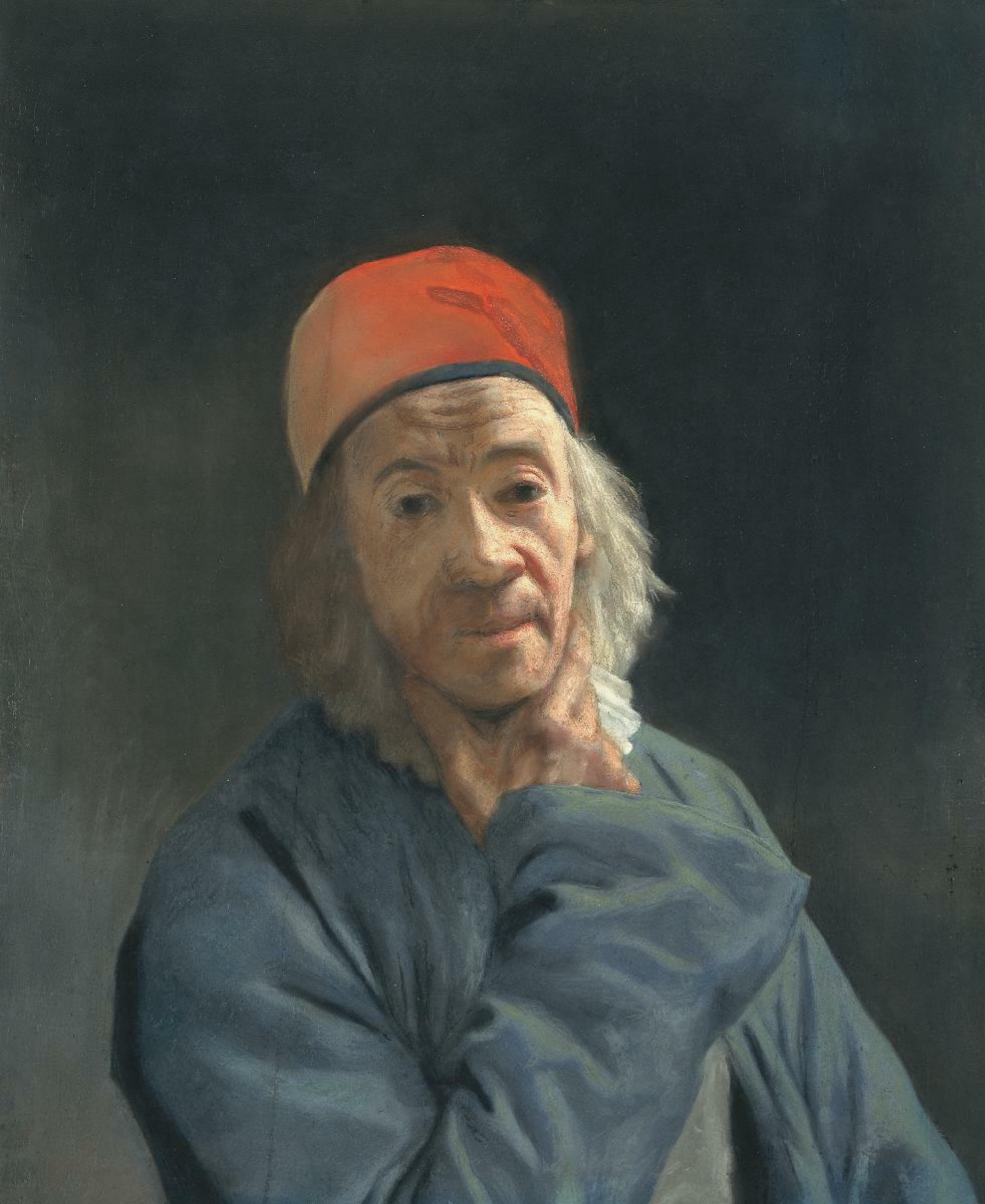
Ж. Е. Ліотар, автопортрет (1789)

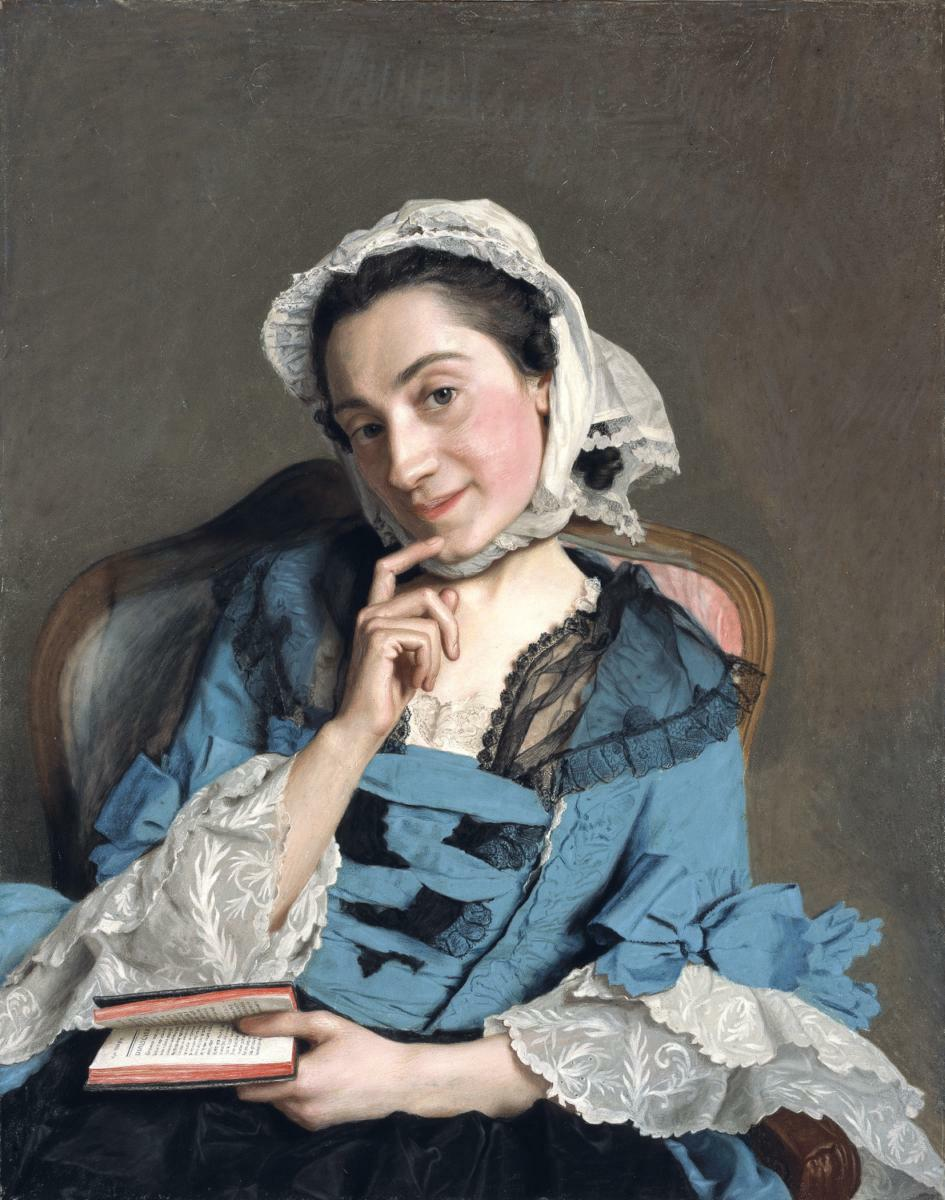
Луїза д'Епіне, 1759, Женевський музей мистецтва і історії

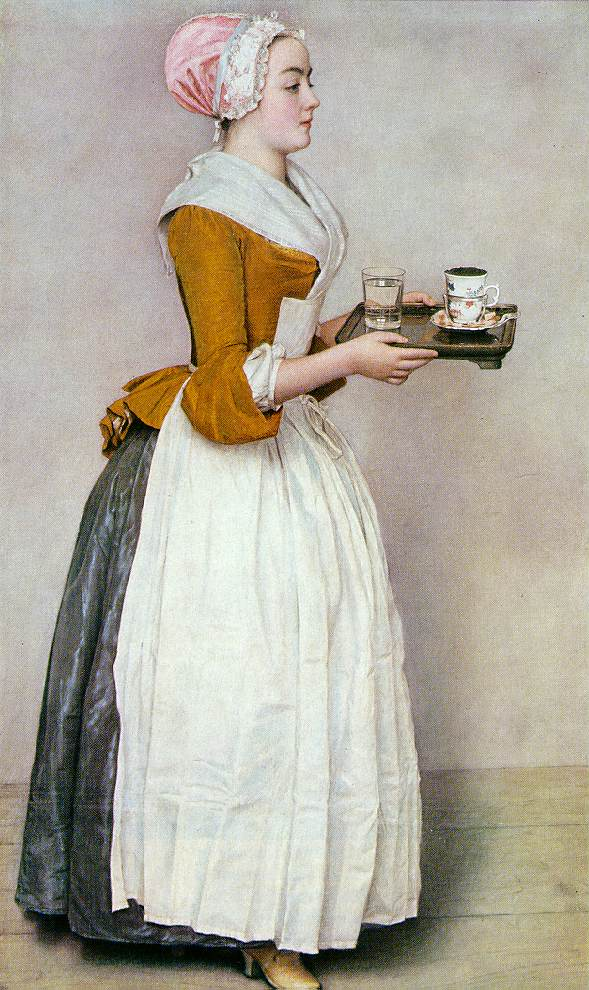
«Шоколадниця», 1743, Дрезденська картинна галерея

- «Шоколадниця», Дрезденська картинна галерея.
- «Сніданок у родині Лавернь», приватна збірка.
- «Мадемуазель Лавернь», Дрезден.
- Луїза д'Епіне, 1759, Женевський музей мистецтва і історії
- «Портрет імператриці Австрії Марії-Терези», Львівська національна галерея мистецтв імені Бориса Возницького , Львів, Україна.
- «Турчанка зі служницею», Женева.
- «Автопортрет в одязі турка», Дрезден.
- «Портрет графа Моріца Саксонського», Дрезден.
- «Автопортрет в похилому віці», Бібліотека міста Женева.

## Обрані твори

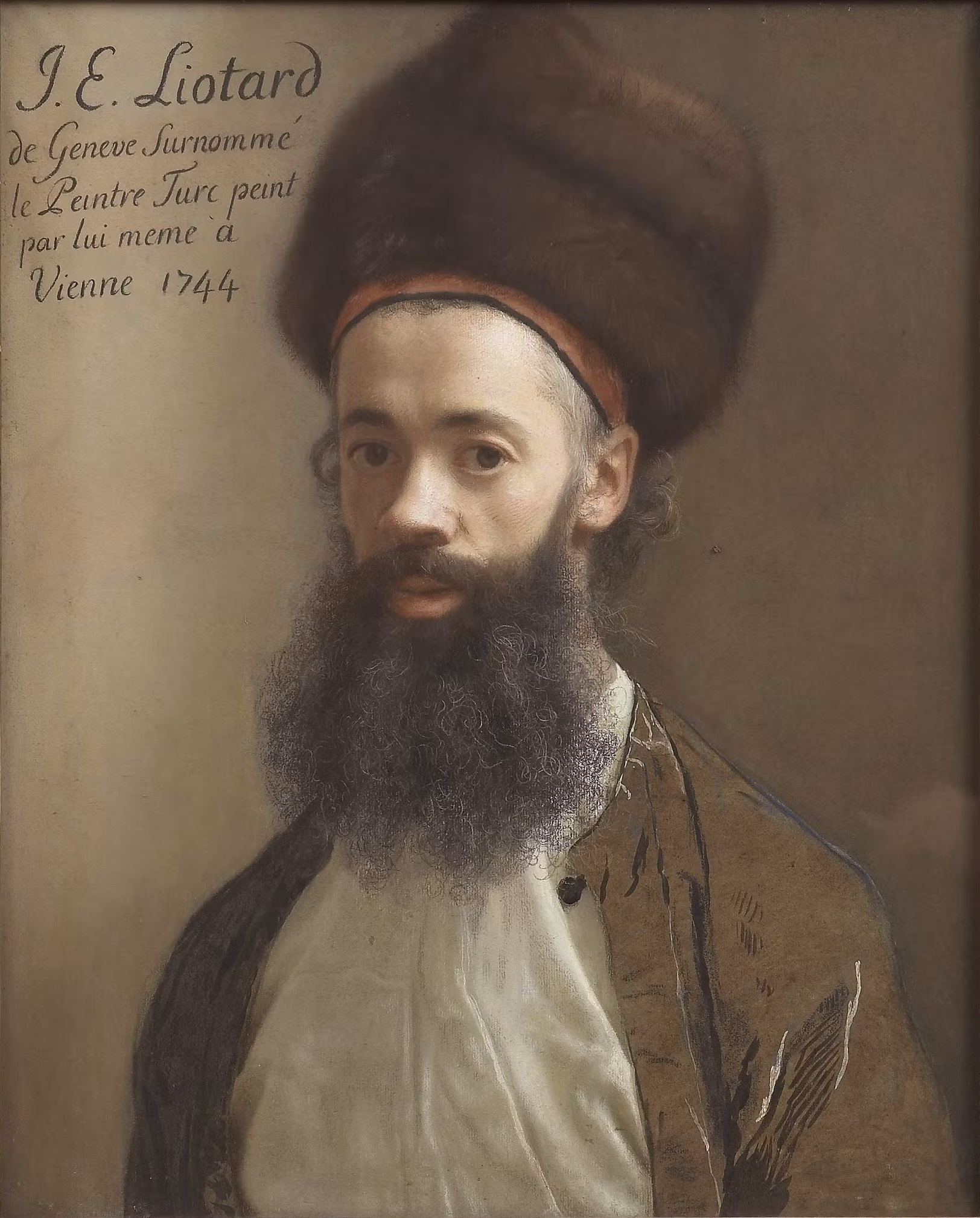
«Автопортрет в одязі турка», 1744, Уффіці, Флоренція
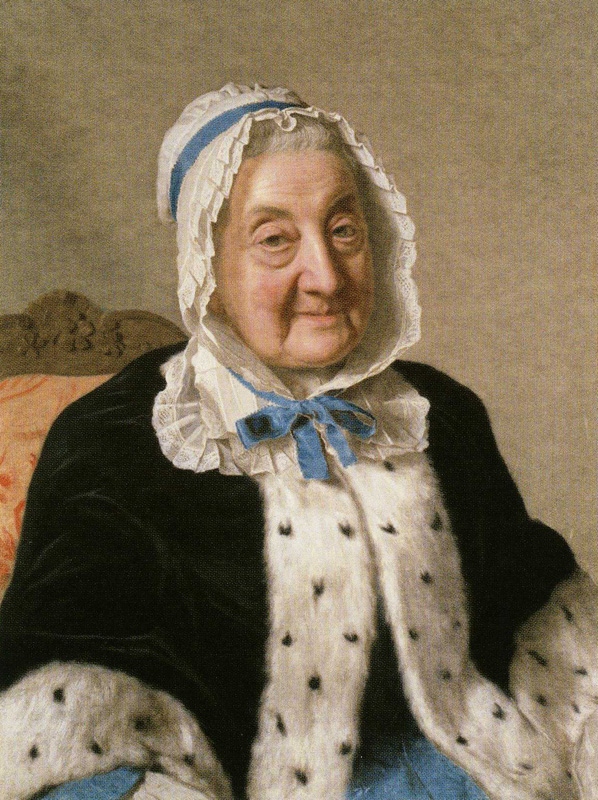
«Марта-Марі Троншен», до 1758 р.
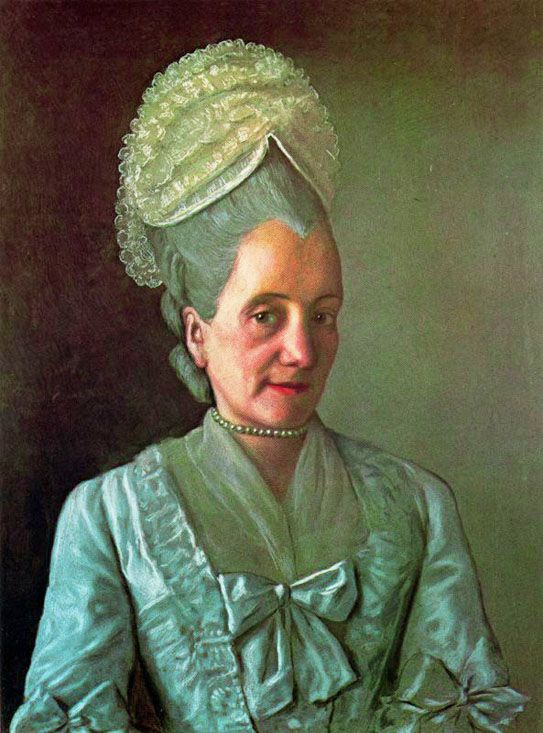
«Сюзанна Навілледе», пастель на папері, 1777 р.
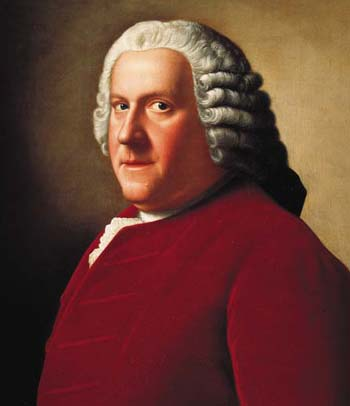
«Вільям Бентінк», 1-й граф Бентінк
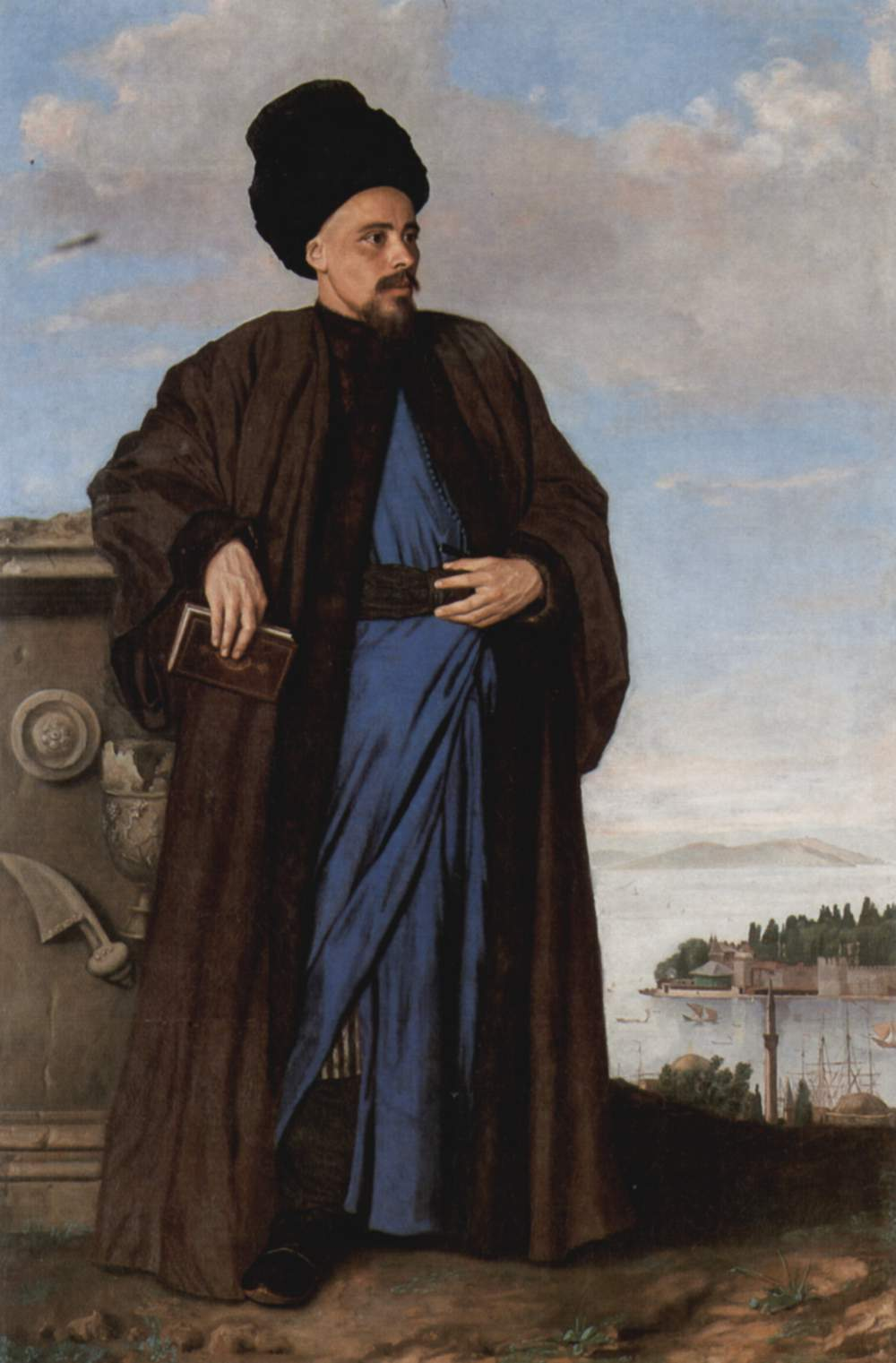
«Річард Покок», бл. 1738 р.
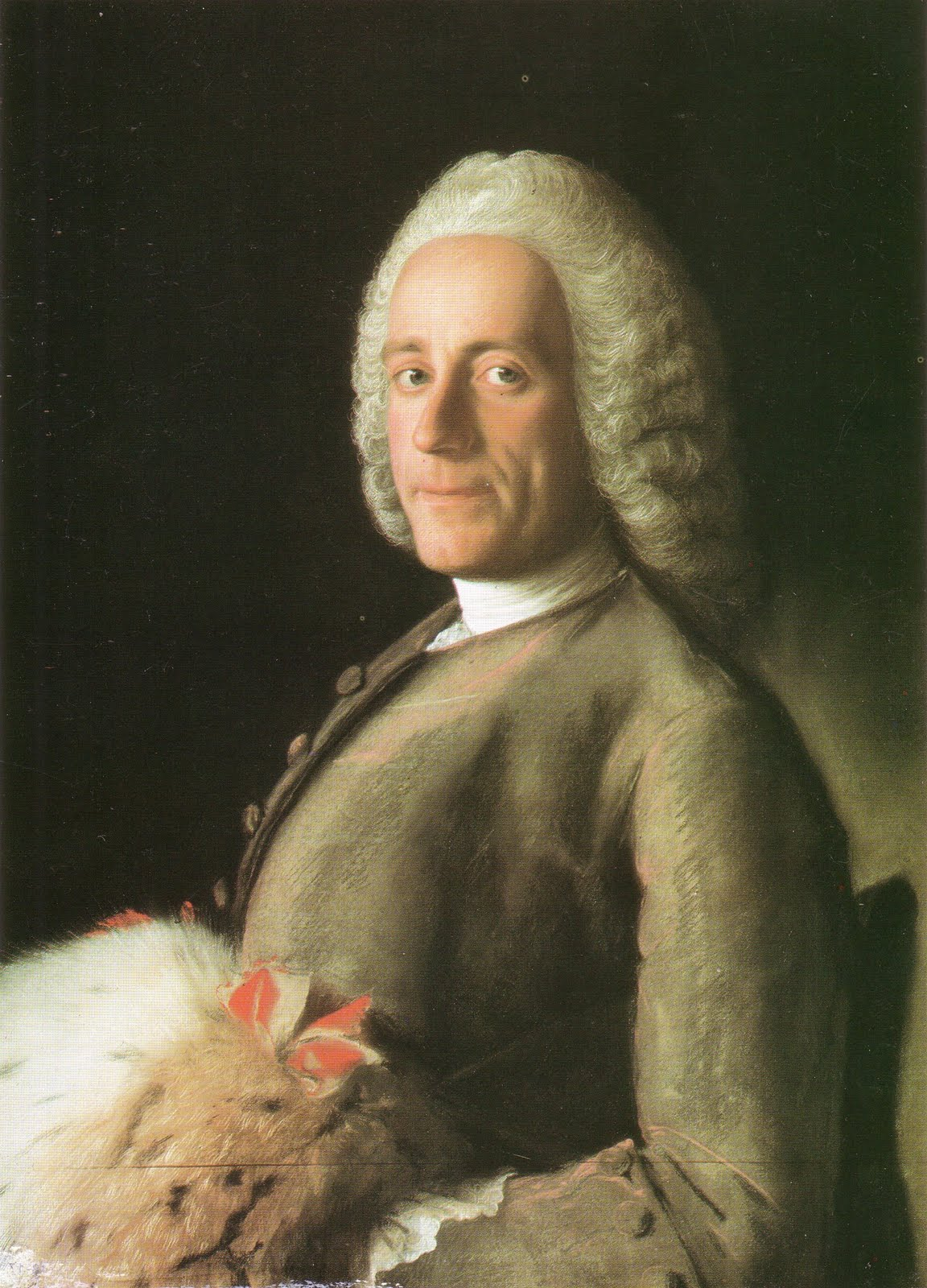
«Амі-Жан де ла Рів», бл. 1758 р.
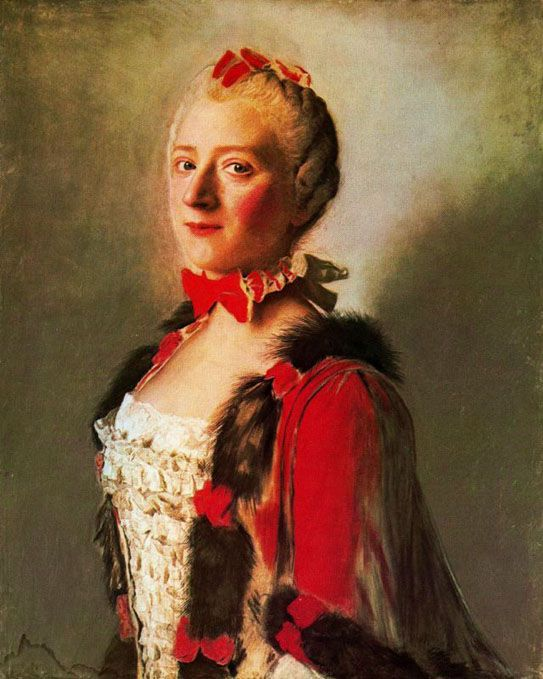
«Невідома в червоному з хутром», 1750 р.
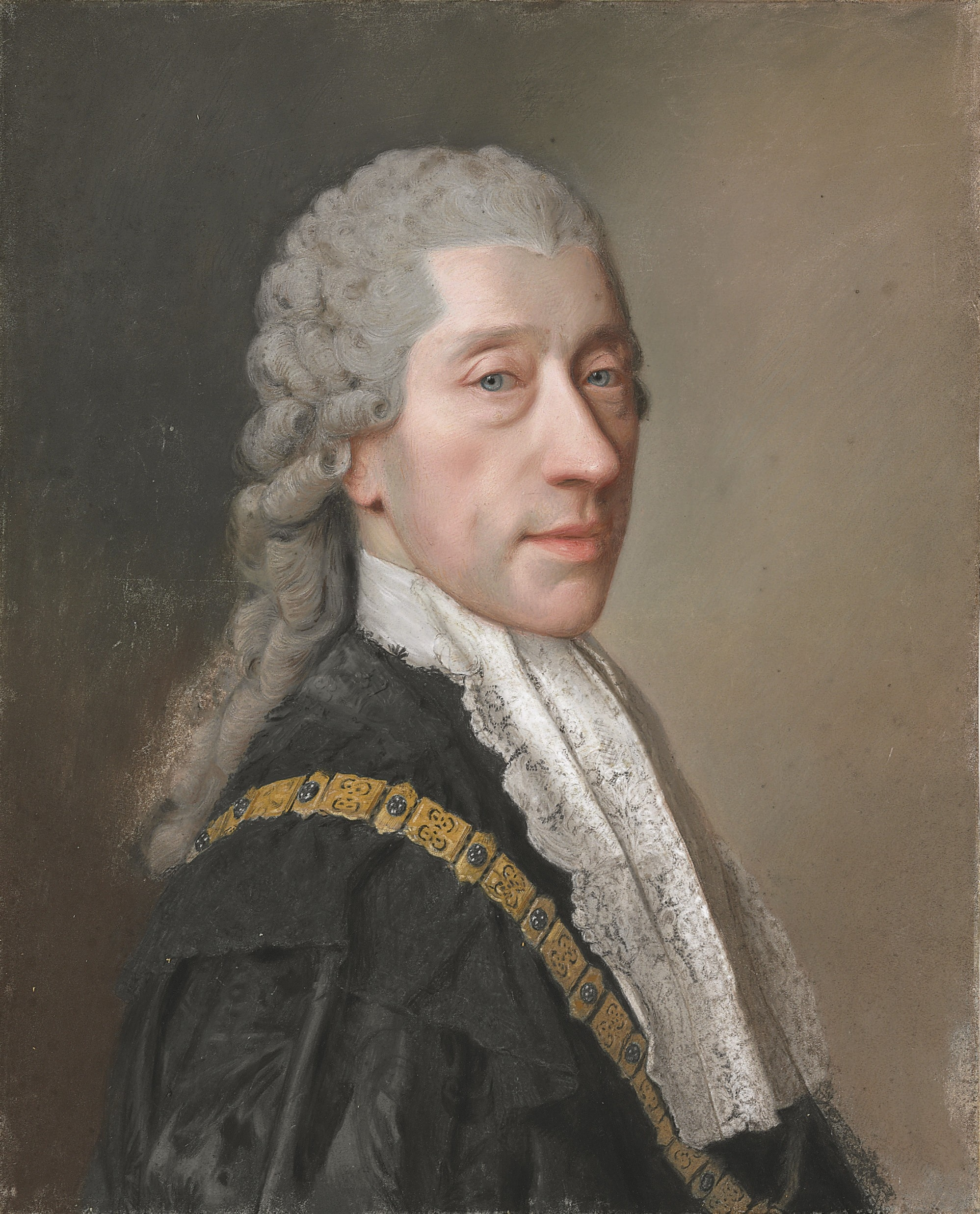
«Венцель фон Кауніц», 1762 р.